# Cruciforme (album)
Pour les articles homonymes, voir Cruciforme.
Albums de Forguette Mi Note
Gargouillis
(1993)
Cruciforme est le deuxième album du groupe Forguette Mi Note sorti le 4 novembre 1994 chez Cobalt.

## Titres de l'album
1. Procrastination – 3 min 50 s
2. Les Violons – 4 min 15 s
3. Notre père – 4 min 20 s
4. Boubou l'hibou – 2 min 05 s
5. Tu grandis mal – 3 min 07 s
6. What Against What – 2 min 36 s
7. The Rain It Raineth – 2 min 04 s (reprise de Dog Faced Herman's)
8. Totale Scheisse – 5 min 30 s
9. Les Cauchemars – 4 min 54 s
10. Istembo – 3 min 27 s
11. Vu du bus – 7 min 30 s
12. Quand tout m'agrippe – 3 min 15 s

## Musiciens ayant participé à l'album
- Claire Diterzi : chants, chœurs, guitare
- Julie Bonnie : chants, chœurs, violon
- Sylvestre Perrusson : chœurs et contrebasse
- Rod Chambaud : chants, chœurs et percussions
- Ben Bernardi : batterie et chœurs
- Nicolas Richard : chœurs